# Анозеро (озеро, Архангельская область)
Анозеро (Ана) — озеро в верхнем течении реки Чёлмохта, располагается на территории Холмогорского района Архангельской области России.
Озеро находится на высоте 22 м над уровнем моря в болотной лесной местности. Площадь — 2,6 км². Площадь водосборного бассейна — 112 км². Возле берегов акватория местами подвержена зарастанию. Берега повсеместно заболочены, на востоке и юго-западе покрыты лесом с преобладанием ели и берёзы. На северо-западе в Анозеро впадает река Осюкова, на юго-западе — протока из соседнего озера Черное. С севера на юг озеро пересекает верхнее течение реки Чёлмохта, правого притока Северной Двины.

## Данные водного реестра
По данным государственного водного реестра России относится к Двинско-Печорскому бассейновому округу, водохозяйственный участок — Северная Двина от впадения реки Вага и до устья, без реки Пинега, речной подбассейн — Северная Двина ниже места слияния Вычегды и Малой Северной Двины. Речной бассейн — Северная Двина.
Код водного объекта в государственном водном реестре — 03020300411103000005308.